# Związek obodrycki
Zasugerowano, aby zintegrować ten artykuł z artykułem Obodryci. Nie opisano powodu propozycji integracji.

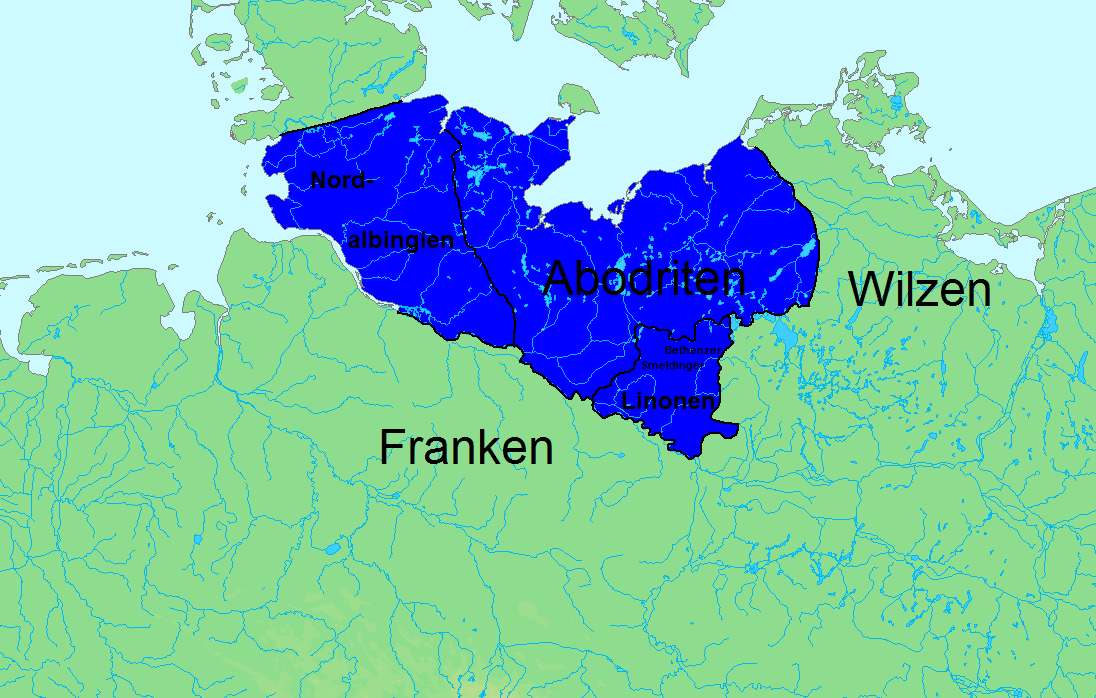
Związek Obodrytów w okresie największego zasięgu w czasach panowania księcia Drożka

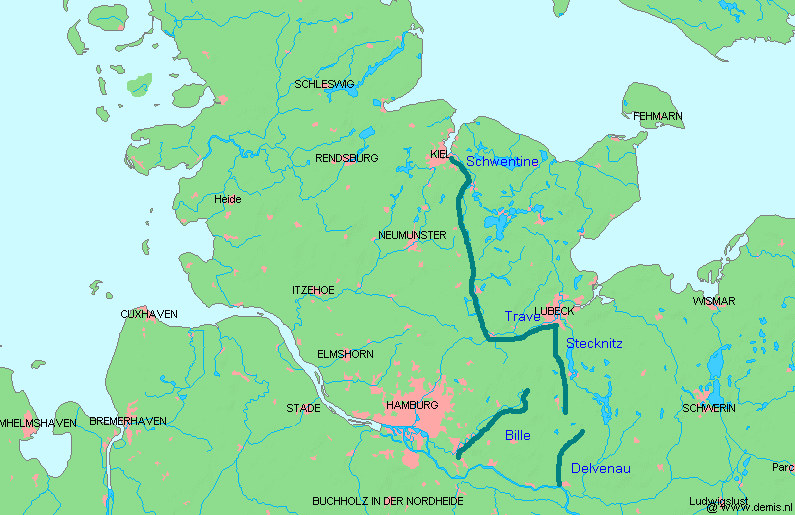
Limes Saxoniae - granica między Obodrytami a Sasami i Frankami

Związek obodrycki – grupa-związek słowiańskich plemion połabskich na północnym Połabiu.
Założycielami związku na przełomie VIII i IX wieku były plemiona obodrzyckie: 
- Obodrzyce właściwi (Reregowie),
- Połabianie,
- Wagrowie,
- Warnowie.

Natomiast plemiona Glinian (Gliwian), Bytyńców, Smolińców (Smoleńców) i Morzyczan tworzących później większe plemię Glinian w zależności od sytuacji należeli do związku lub byli samodzielni politycznie.
Pierwszym znanym księciem Obodrzyców był Wican (789-795). Władcami Obodrytów byli także książęta Drożko, Sławomir, Czedróg, Gostomysł. Gdy Gostomysł, ostatni książę związku obodryckiego, poległ – związek rozpadł się na 4 księstwa plemienne.

## Zasięg terytorialny
Największy swój obszar związek posiadał za panowania Drożka. Wówczas jego granice były następujące:
- granica północna - wybrzeża Zatoki Lubeckiej od ujścia Eldeny do rzeki Warnawy,
- granica wschodnia - sąsiedztwo z Wieletami (Lucicami),
- granica południowa - z Sasami nad dolną Łabą,
- granica zachodnia zmieniała się kilkakrotnie. Od bitwy nad Święcianą (798) do najazdu Duńczyków (804-809) sięgała brzegów Morza Północnego i ujścia Łaby, by potem stopniowo się kurczyć pod parciem saskim.